# Trypanosomatida
Трипанозоме (Trypanosomatida) су протисти из класе Kinetoplastea које еколошки карактерише паразитски начин живота, а морфолошки присуство само једног бича без мастигонема, као и неколико ћелијских форми. Већина врста су паразити инсеката, док је код неколико врста присутан и секундарни домаћин — биљка или кичмењак. Болести које трипанозоме узрокују називају се трипанозомијазама, и у њих спадају болест спавања и Шагасова болест, или леишманијазама.

## Животни циклус трипанозома
Животни циклус ових протиста карактерише се променом морфологије ћелије (различитим стадијумима), нарочито са аспекта положаја бича. Већина врста поседује бар два стадијума — амастиготни (или леишманијални) и промастиготни (лептомонадални), а поједине поседују и до пет:
1. амастиготни (или леишманијални) стадијум — бич је редукован или одсуствује;
2. промастиготни (лептомонадални) стадијум — бич је дугачак, налази се на предњој страни тела, испред једра, нема бочних контаката са ћелијском мембраном;
3. епимастиготни (критидијални) стадијум — бич је дугачак, налази се на предњој страни тела, испред једра, контакт са ћелијском мембраном је преко кратке ундулентне мембране;
4. опистомастиготни (херпетомонадални) стадијум — бич је дугачак, налази се на задњој страни тела, иза једра, и пролази кроз бразду на површини ћелије;
5. трипомастиготни (трипанозомални) стадијум — бич је дугачак, налази се на задњој страни тела, иза једра, контакт са ћелијском мембраном је преко дугачке ундулентне мембране.

## Епидемиологија
Преносилац овог паразита је мува Це-Це. Она живи у тропским земљама (у Африци и Јужној Америци).